# نسرين إمام
نسرين إمام (18 نوفمبر 1986 -)، ممثلة مصرية.

## عن حياتها
ولدت في الكويت وعاشت حتى عمر 18 عامًا فيها. وانتقلت إلى بلدها مصر لأكمال دراستها في الأكاديمية البحرية في القاهرة، وعملت كمعيدة فيها لمدة شهرين قبل أن تتجه للتمثيل.
بدايتها كانت عندما قدمها أحد أصدقائها للمخرجة إيناس بكر للعمل في مسلسل حنين وحنان مع الفنان عمر الشريف ومجموعة من الفنانين عام 2007.
ثاني أعمالها كان مسلسل قلب ميت مع شريف منير وغادة عادل ومن إخراج مجدي أبو عميرة عام 2008. في نفس العام شاركت في مسلسل جدار القلب مع سميرة أحمد وأحمد زاهر ومن إخراج أحمد صقر ومسلسل أدهم الشرقاوي مع محمد رجب وإخراج باسل الخطيب والذي حصلت على جائزة أفضل ممثلة دور ثان عن دورها فيه من مهرجان الإعلام العربي.
عام 2009 شاركت في سيت كوم راجل وست ستات الجزء الرابع مع أشرف عبد الباقي ومجموعة من الفنانين ومن إخراج أسد فولادكار.
عام 2010 شاركت في مسلسل مسيو رمضان مبروك أبو العلمين حمودة مع الفنان محمد هنيدي ومن إخراج سامح عبد العزيز ومسلسل برة الدنيا مع شريف منير وأميرة العايدي ومن إخراج مجدي أبو عميرة.
هي شقيقة الممثل الشاب أحمد إمام. وبعد زواجها من المنتج تامر مرسي اعتزلت التمثيل.

## أعمالها

### المسلسلات
- 2007: حنان وحنين
- 2008: جدار القلب
- 2008: قلب ميت
- 2008: أدهم الشرقاوي
- 2009: راجل وست ستات ج 4
- 2010: مسيو رمضان مبروك أبو العلمين حمودة
- 2010: برة الدنيا

## وصلات خارجية
- نسرين إمام على موقع IMDb (الإنجليزية)
- نسرين إمام على موقع قاعدة بيانات الأفلام العربية